# ASPTT Limoges hockey sur glace
Cet article concerne la section hockey sur glace de l’ASPTT Limoges. Pour le club omnisports, voir ASPTT Limoges.
L'ASPTT Limoges hockey sur glace est un club français de hockey sur glace basé à Limoges.

## Le club

### Hockey Club de Limoges
Le Hockey Club de Limoges est fondé en 1969 après les Jeux olympiques d'hiver de 1968 à Grenoble sous l'impulsion de Jean Berthier et il faut attendre dix ans pour voir l'équipe accéder à la division 2 du championnat français. Mais le club n'est pas autorisé à monter de division, en raison de sa patinoire qui n'est pas aux normes. La direction du club décide alors de construire une nouvelle patinoire pour remplacer l'ancienne. La Patinoire municipale des Casseaux est inaugurée en 1982 et à la fin de la saison, Limoges rejoint enfin la division 2 puis près de vingt ans plus tard, l'équipe accède enfin à la première division.
Le Hockey Club de Limoges a été liquidé le 9 juillet 2008 par décision du tribunal de grande instance de Limoges.

### ASPTT
En juin 2008, l'ASPTT Limoges créé une section hockey sur glace. Le nom officiel de ce nouveau club est ASPTT Limoges section hockey sur glace.
À la suite de la liquidation de l'ancien club de hockey de Limoges, une sanction financiaro-sportive est prononcée. L'équipe de Limoges est rétrogradée de la division 1 à la division 3.
L'ASPTT Limoges section hockey sur glace recrute Philippe Badin comme nouvel entraîneur à l'entame de la saison 2009-2010. Lors de cette saison, la section de hockey sur glace de l'ASPTT Limoges accueille 163 licenciés. L'équipe de D3 termine dans les premiers de son groupe ce qui lui permet de disputer les play-offs.
En 2010-2011, le nombre de licenciés monte à 178. L'équipe de D3 termine 5e de son championnat sur 26 clubs engagés.
Pour la saison 2011-2012, le club voit une augmentation significative de ses licenciés. En effet, la barre des 200 licenciés est franchie. Depuis l'arrivée de Philippe Badin, le nombre de très jeunes hockeyeurs (4-6 ans) est passé de 20 à plus de 60.
Le 12 avril 2013, Limoges s'impose face à Tours (7-3) et obtient la montée en Division 2.
Lors de la saison 2013 - 2014, Limoges termine à la dernière place de la poule lors de la phase régulière du championnat est n'accède donc pas aux play-offs.

Ancienne version du logo.
Logo de 2012 à 2014.
Logo de 2014 à 2021.
Logo de 2021 à 2022.
Logo depuis 2022.

## Effectif actuel
| No    | Nom                     | Nat. | Position       | Arrivée                    |
| ----- | ----------------------- | ---- | -------------- | -------------------------- |
| +022, | Alban Pradeau           |      | Gardien de but | 2018 - sans club           |
| +047, | Emmanuel Corallo        |      | Gardien de but | 2015 - CG Puigcerdà        |
| +003, | Marc Pihan              |      | Défenseur      | 2019 - sans club           |
| +009, | Fabien Bregeron         |      | Défenseur      | Formé au club              |
| +015, | Eliott Nebus            |      | Défenseur      | Formé au club              |
| +019, | Théo Nebus              |      | Défenseur      | Formé au club              |
| +028, | Léonard Duché           |      | Défenseur      | Formé au club              |
| +010, | Tifaine Rivoire         |      | Centre         | Formé au club              |
| +012, | Nicolas Roulet          |      | Attaquant      | Formé au club              |
| +020, | Valentin Dumélié        |      | Centre         | 2014 - Albatros de Brest   |
| +023, | Quentin Waldschmidt – A |      | Attaquant      | 2018 - sans club           |
| +025, | Adrien Renon            |      | Attaquant      | Formé au club              |
| +071, | Alexandre Bonnet        |      | Attaquant      | Formé au club              |
| +073, | Corentin Duché          |      | Attaquant      | 2018 - Dragons de Poitiers |
| +081, | Alexis Verduci          |      | Attaquant      | Formé au club              |
| +093, | Bryan Lévêque           |      | Attaquant      | 2015 - Renards d'Orléans   |